# Lijst van menselijke CD-antigenen
Er zijn ruim driehonderd verschillende clusters van differentiatie (CD) beschreven; Enkele belangrijke vertegenwoordigers worden hieronder opgesomd:
| CD     | Synonym                                                                             | Celtype | Funktie van het eiwit |
| ------ | ----------------------------------------------------------------------------------- | --- | --- |
| CD1a   |                                                                                     | T-cellen, dendritische cellen | Antigeenpresentatie |
| CD1b   |                                                                                     | T-cellen, dendritische cellen | Antigeenpresentatie |
| CD1c   |                                                                                     | T-cellen, dendritische cellen | Antigeenpresentatie |
| CD1d   |                                                                                     | T-cellen, dendritische cellen | Antigeenpresentatie |
| CD1e   |                                                                                     | T-cellen, dendritische cellen | Antigeenpresentatie |
| CD2    | SRBC, T11                                                                           | T-cellen, NK-cellen | Celadhesie, T-cel-activering |
| CD3    | T3E, TCRE                                                                           | T-cellen | Signaaltransductie, T-Cell-Receptor (TCR) |
| CD4    |                                                                                     | T-helpercellen | Binding van MHC-II |
| CD5    | T1, Leu1                                                                            | T-, B-cel-subpopulatie | Binding van CD72 |
| CD6    | T12, Tp120                                                                          | T-, B-cellen | T-cel-activering |
| CD7    | GP40, Leu-9, Tp40, TP41                                                             | Hematopoëtische stamcellen, subpopulatie van T-cellen                                                                                      | Signaaltransductie |
| CD8    | Leu2, MAL, p32                                                                      | Cytotoxische T-cellen (CTL) | Binding van MHC-I |
| CD9    | 5H9, BA2, BTCC-1, DRAP-27, GIG2, MIC3, MRP-1, p24, Tspan-29                         | Hematopoëtische stamcellen | Activering van thrombocyten |
| CD10   | Atriopeptidase, enkefalinase, EPN, NEP, Neprilysine (CALLA), neutrale endopeptidase | Onrijpe en enkele rijpe B-cellen, lymfoïde voorlopercellen, granulocyten                                                                   | Degradatie kleine peptiden, onder andere van de bèta-amyloïd-peptiden, van de bradykinine, van de substantie P en brain natriuretic peptide, inhibitie van onder andere sacubitril |
| CD11a  |                                                                                     | alle leukocyten | Celadhesie over ICAM-1 |
| CD11b  |                                                                                     | vele leukocyten | Celadhesie, bemiddeling van fagocytose |
| CD11c  |                                                                                     | fagocyten | Activering |
| CD12   |                                                                                     | | |
| CD13   | Aminopeptidase N (APN), ANPEP, GP150                                                | monocyten, granulocyten, epitheelcellen, mesenchymatische stamcellen                                                                       | |
| CD14   |                                                                                     | Monocyten | Binding van lipopolysacchariden |
| CD15   | SSEA-1, LewisX                                                                      | Granulocyten, ziekte van Hodgkin, oerkiemcellen                                                                                            | Ligand voor pravastatine |
| CD16a  |                                                                                     | Fagocyten | Fcγ-Receptor IIIa: binding van Fc-domeinen van IgG, zorgt voor fagocytose |
| CD16b  |                                                                                     | Fagocyten | Fcγ-Receptor IIIb: Binding van Fc-domeinen van IgG |
| CD17   |                                                                                     | | |
| CD18   | Integrine β-2                                                                       | Leukocyten | Celadhesie, leukodiapedese |
| CD19   |                                                                                     | alle B-cellen | B-cel-co-receptor, substantiele functies in B-cel-homeostase, -activering, -differentiering |
| CD20   |                                                                                     | B-cellen | B-cel-Activering |
| CD21   |                                                                                     | B-cellen | B-cel-co-receptor, bindt C3d en C3bi van het complementsysteem, B-cel-activering; receptor van het Epstein-barrvirus |
| CD22   |                                                                                     | Monocyten, granulocyten, B-cellen | Inhibitie van het BCR (B-celreceptor) signalen door CD22 (erkent mannose), wanneer vreemd-antigeen op eigen lichaamscel zit. Verhinderd daardoor signaaldoorlating. CD22-Knockout bewerkt auto-immunerziekten |
| CD23   |                                                                                     | B-cellen, activering en differentiering van B-cellen, IgE-gemedieerde immuunreacties (lage affiniteit IgE-receptor)                        | |
| CD24   |                                                                                     | uitgescheiden door onder andere onrijpe cellen (hematopoëtische stamcelen, maar niet door onrijpe zenuwcellen, onder andere keratinocyten) | |
| CD25   |                                                                                     | Geactiveerde immuuncellen, regulatorische T-celen                                                                                          | Alpha-keten van de Interleukine-2-receptoren |
| CD26   | Dipeptidyl-Peptidase IV (DPPIV)                                                     | | |
| CD27   |                                                                                     | Plasmacellen, B-geheugencellen (effector-B-cellen), T-cellen (naïeve T-cellen, effector-T-cellen)                                          | Hypermutatie & Klassenwissel (in B-cellen), proliferatie & differentiering (in T-cellen) |
| CD28   |                                                                                     | T-cellen | Binding van B7-receptor aan "professionele" antigeenpresenterende cellen (geactiveerde B-cellen, dendritische cellen, macrofagen), T-cel-co-activering |
| CD29   | Integrin β-1                                                                        | | Celadhesie |
| CD30   |                                                                                     | Ziekte van Hodgkin, Anaplastic Large Cell Lymphoma (ALCL), enkele maligne melanomen en NHL, geactiveerde lymfocyten                        | Apoptose |
| CD31   |                                                                                     | Endotheelcellen | |
| CD32a  |                                                                                     | | Fcγ-receptor IIa: receptor voor Fc-domeinen van IgG, zorgt voor fagocytose |
| CD32b  |                                                                                     | | Fcγ-receptor IIb: receptor voor Fc-domeinen van IgG, zorgt voor fagocytose |
| CD33   |                                                                                     | Monocyten, beenmergvoorlopercellen | vermoedelijk moduleert het de inflammatoire immuunresponsen door de signaalroutes van tyrosinekinase te verzwakken en zo de productie van inflammatoire cytokines te onderdrukken. |
| CD34   |                                                                                     | hematopoëtische stamcellen, endotheelcellen                                                                                                | Glykosyleerd Typ-I membraanproteïne, dat alleen tot expressie komt bij een paar beenmergcellen, van de hematopoëtische stamcellen. Hoewel het proteïne al sinds eind jaren tachtig wordt bestudeerd, is de exacte functie ervan nog niet opgehelderd. Er wordt vermoed dat het een rol speelt bij de regulatie van celadhesie en celmigratie-activiteiten. Ligand voor L-Selektine/CD62L, CD34-verrijking. |
| CD35   |                                                                                     | Monocyten | |
| CD36   |                                                                                     | Monocyten | |
| CD37   |                                                                                     | Monocyten | |
| CD38   |                                                                                     | Monocyten | |
| CD39   | ENTPD                                                                               | Lymfocyten, dendritische cellen, macrofagen                                                                                                | Ca2+ en Mg2+ afhankelijk, membraangebaseerd enzym dat adenosinetrifosfaat en adenosinedifosfaat omzet in adenosinemonofosfaat. |
| CD40   |                                                                                     | B-cellen, macrofagen | Activering |
| CD41   | ITGA2B, gpIIb                                                                       | Megakaryocyten, thrombocyten | CD41 is een receptor voor fibrinogeen, vitronectine en fibronectine. CD41 vormt een receptor met CD61 (gpIIIa, ITGB3) die tot expressie wordt gebracht bij bloedplaatjes. Gebrek aan CD41/CD61 bij bloedplaatjes leidt tot verminderde bloedstolling. Het is onlangs bekend dat het ook tot expressie wordt gebracht op hematopoëtische voorlopercellen.                                                   |
| CD42   | Glycoproteïne Ib, GPIb                                                              | Thrombocyten | Membraanreceptor voor vonwillebrandfactor en trombine. Bestanddeel van de activeringscascade van thrombocyten. |
| CD43   |                                                                                     | | |
| CD44   |                                                                                     | Darmepitheel (nuchtere darm) Cryptbasis omhoog tot de crypt-villus-grens (crypt=darmklier, villi=darmvlokken                               | |
| CD45   |                                                                                     | alle Leukocyten | Tyrosinfosfatase, twee verschillende isovormen met verschillende niveaus van associatie met de T-celreceptor (RA = gering, RO = sterk) |
| CD46   |                                                                                     | alle (onderzochte) endogene cellen met een kern                                                                                            | Membraan-co-factorproteïne (MCP) bindt complementfactoren C3b en C4b en beschermt zo cellen tegen lyse door het complementsysteem. Regulatie van de ontstekingsreactie door verandering van de T-celrespons. Signaaltransductie. Dient als receptor voor zeven verschillende pathogenen, waaronder B-type adenovirussen, herpesvirus 6 (HHV6) en Streptococcus pyogenes.                                   |
| CD47   |                                                                                     | | |
| CD48   |                                                                                     | | |
| CD49a  |                                                                                     | | |
| CD49b  |                                                                                     | | |
| CD49c  |                                                                                     | | |
| CD49d  |                                                                                     | | |
| CD49e  |                                                                                     | | |
| CD49f  |                                                                                     | | |
| CD50   |                                                                                     | | |
| CD51   |                                                                                     | | |
| CD52   |                                                                                     | Corpus alienum reuscellen | |
| CD53   |                                                                                     | | |
| CD54   | ICAM-1                                                                              | Endotheelcellen, immuuncellen | Glycoproteïne, interactie met integrinen CD11a/CD18 und CD11b/CD18 |
| CD55   |                                                                                     | vele cellen | Decay-accelerating factor (DAF), bindt complementfactor C5 en beschermt zo de cellen tegen lyse door het complementsysteem |
| CD56   | Neuraal celadhesiemolecuul (NCAM)                                                   | NK-cellen | Celadhesie |
| CD57   |                                                                                     | | |
| CD58   |                                                                                     | | |
| CD59   |                                                                                     | vele cellen | Remming van het membraan aanvallend complex van het complementsysteem. |
| CD60   |                                                                                     | | |
| CD61   |                                                                                     | | |
| CD62   |                                                                                     | | |
| CD63   |                                                                                     | | |
| CD64a  |                                                                                     | | Fcγ-receptor Ia: Receptor voor Fc-domeinen van IgG, zorgt voor fagocytose |
| CD64b  |                                                                                     | | Fcγ-receptor Ib: Receptor voor Fc-domeinen van IgG, zorgt voor fagocytose |
| CD64c  |                                                                                     | | Fcγ-receptor Ic: Receptor voor Fc-domeinen van IgG, zorgt voor fagocytose |
| CD65   |                                                                                     | | |
| CD66a  |                                                                                     | | |
| CD66b  |                                                                                     | | |
| CD66c  |                                                                                     | | |
| CD66d  |                                                                                     | | |
| CD66e  |                                                                                     | | |
| CD66f  |                                                                                     | | |
| CD67   |                                                                                     | | |
| CD68   |                                                                                     | Macrofagen | Immuunhistochemisch aantonen |
| CD69   |                                                                                     | geactiveerde T-cellen | Activeringsmarker |
| CD71   |                                                                                     | vele cellen | Transferrine-receptor |
| CD72   |                                                                                     | | |
| CD73   |                                                                                     | | |
| CD74   |                                                                                     | | |
| CD75   |                                                                                     | | |
| CD80   |                                                                                     | professionele antigeen-presenterende cellen                                                                                                | komt overeen met B7-receptor.1, co-stimulatie van T-cellen door binding aan CD28, stimuleert expressie van IL2R en daarmee T-cel-proliferatie |
| CD82   |                                                                                     | epitheelcellen, leukocyten | Differentiatiemarker, tumorsuppressoren, sterker tot expressie gebracht in goed gedifferentieerde carcinomen |
| CD83   |                                                                                     | dendritische cellen, geactiveerde T-cellen, thymusstromacellen                                                                             | Regulatie van de T-celrespons, lymfocytenontwikkeling |
| CD84   |                                                                                     | | |
| CD85   |                                                                                     | | |
| CD86   |                                                                                     | Professionele antigeen-presenterende cellen                                                                                                | komt overeen met B7-receptor.2, co-stimulatie van T-cellen door binding aan CD28, stimuleert expressie van IL2R en daardoor T-cel-proliferatie |
| CD87   |                                                                                     | | |
| CD88   |                                                                                     | | |
| CD89   |                                                                                     | Monocyten, macrofagen, neutrofiele en eosinofiele granulocyten                                                                             | Fcα-Rezeptor: bindt het Fc-domein van IgA |
| CD90   |                                                                                     | | |
| CD91   |                                                                                     | | |
| CD92   |                                                                                     | | |
| CD93   |                                                                                     | | |
| CD95   |                                                                                     | vele cellen | Apoptose (FAS, APO1) |
| CD97   |                                                                                     | Leukocyten, lymfocyten, hematopoëtische stamcellen, schildklierkankercellen, darmkankercellen, plaveiselcelcarcinomen van de mondholte     | Celadhesie, angiogenese (Frgl.), anti-apoptose (Frgl.), marker voor dedifferentiatie bij carcinomen, interageert met CD55 (ligand) |
| CD98   |                                                                                     | | |
| CD99   |                                                                                     | | |
| CD100  |                                                                                     | | |
| CD101  |                                                                                     | | |
| CD105  |                                                                                     | Endotheel, macrofagen | regulerende component van de TGF-β-receptor |
| CD117  | c-Kit, KIT                                                                          | u.A. T-cellen, mestcellen, hematopoëtische stamcellen                                                                                      | Cytokine-receptor voor SCF |
| CD120a | TNF-receptor Typ1 (TNFR1)                                                           | | |
| CD120b | TNF-receptor Typ2 (TNFR2)                                                           | | |
| CD127  |                                                                                     | Regulatoire T-cellen | α-keten van de Interleukine-7-receptoren (IL-7Rα) |
| CD132  | common gamma chain                                                                  | | Cytokine-receptorondereenheid (IL-2, IL-4, IL-7, IL-9, IL-15) |
| CD133  |                                                                                     | Hematopoëtische stamcellen en endothele voorlopercel (EPC)                                                                                 | |
| CD134  | OX40                                                                                | Geactiveerde T-cellen | behoort tot de TNF-receptorfamilie |
| CD148  |                                                                                     | B-cel in de marginale zone (Marginal-zone (MZ) B cell)                                                                                     | Funktie ??? |
| CD152  |                                                                                     | Geactiveerde T-cellen | B7-receptor, negatief-regulator van de T-cel-activatie (CTLA-4) |
| CD154  |                                                                                     | Geactiveerde Th-cellen | Co-stimulerende B-cel-activator (CD40-ligand) |
| CD171  | L1CAM, NCAM-L1                                                                      | Zenuwcelen, Schwanncellen, kankercellen | neuronaal celadhesiemolecuul, rol in de ontwikkeling van het zenuwstelsel (axongroei, neuronale migratie en differentiatie), interactie met integrine; tot expressie gebracht op bijzonder kwaadaardige en agressieve kankercellen (bijv. eierstokkanker, borstkanker) |
| CD184  | CXCR4, LESTR, NPY3R, HM89, NPYY3R, D2S201E, HSY3RR, NPYR                            | Stamcellen en tumorcellen | CXC-chemokine-receptor |
| CD195  | CCR5                                                                                | Leukocyten | Immuunreceptor, komt voor in het celmembraan van leukocyten |
| CD235a | Glycoforine A, GYPA                                                                 | Erythrocyten | Membraaneiwit van erythrocyten. Onderdeel van het MNS bloedgroepsysteem |